# Demethylierung
Mit Demethylierung (Entmethylierung) wird in der Organischen Chemie ein Prozess bezeichnet, bei dem eine Methylgruppe (CH3) aus einem Molekül herausgelöst wird. In biochemischen Systemen geschieht dies meistens enzymatisch durch Oxidation der Methylgruppe, zum Beispiel durch Enzyme aus der Cytochrom-P450-Familie.